# Liste bedeutender Seeunfälle seit 2021
Diese Liste bedeutender Seeunfälle seit 2021 enthält Unfälle der Seeschifffahrt seit dem Jahr 2021, bei denen es zum Verlust von Menschenleben oder hohen Sachschäden kam.

## Listen

### 2021
| Datum          | Name                               | Auswirkung                                  | Beschreibung |
| -------------- | ---------------------------------- | ------------------------------------------- | --- |
| 12. Jan. 2021  | Schute                             | 6 Tote 19 Vermisste                         | Ein Transportschiff sank während einer Fahrt von Kisangani nach Basoko im Fluss Kongo. 6 Menschen starben, weitere 19 werden vermisst. |
| 19. Jan. 2021  | Flüchtlingsboot                    | 43 Tote                                     | Am 19. Januar 2021 kenterte ein aus dem libyschen Sawija kommendes Flüchtlingsboot in rauer See, weil der Motor ausfiel. Zehn Personen konnten von der Küstenwache gerettet werden, 43 Menschen kamen ums Leben. |
| 31. Jan. 2021  | Frachter Artvin                    | 3 Tote 3 Vermisste?                         | Am 31. Januar 2021 kenterte ein aus Georgien kommendes Frachtschiff, nachdem es im Schwarzen Meer von einer Sturmwelle getroffen wurde. Der Frachter wurde durch den Gewalteinfluss des Wassers nach oben weg geknickt. Drei Besatzungsmitglieder kamen ums Leben, weitere werden vermisst. Sechs Menschen konnten gerettet werden. An Bord befanden sich laut russischen Behörden 12 Personen. |
| 13. Feb. 2021  | Flüchtlingsboot                    | 1 Toter 22 Vermisste                        | In der Nacht vom 12. auf den 13. Februar legte ein Boot mit 48 Flüchtlingen aus der Region Sfax in Richtung Lampedusa ab. Die tunesische Küstenwache konnte 25 lebende Personen und eine Leiche bergen, bevor die Rettungsaktion wegen schlechten Wetters beendet werden musste. |
| 18. Feb. 2021  | Flüchtlingsboot                    | mind. 41 Tote 7 Vermisste                   | Nach UN-Angaben kenterte ein Flüchtlingsboot, das am 18. Februar Libyen mit ca. 120 Insassen verlassen hatte. Das Boot wurde leck und mindestens sechs Menschen fielen ins Wasser und ertranken. Zwei ertranken bei dem Versuch, zu einem entfernten Boot zu schwimmen. Am 20. Februar kam das Handelsschiff Vos Triton den verbliebenen Insassen zu Hilfe. Bei der komplizierten Bergung ertranken viele Menschen. 77 Gerettete wurden von dem Schiff nach Lampedusa gebracht. |
| 18. Feb. 2021  | Flüchtlingsboot                    | 8 Tote                                      | Am 11. Februar verließ ein Boot mit 90 muslimischen Rohingya (65 Frauen, 20 Männer und 5 Minderjährige) an Bord den Cox’s Bazar (Distrikt) in Bangladesch. Am 18. Februar kam es zu Motorproblemen, so dass das Boot in der Andamanensee trieb. Obwohl die indische Küstenwache am 19. Februar informiert worden war, gab sie erst am 23. Februar bekannt, dass sie sich auf dem Weg zum Unglücksort befinde. Die Menschen wurden von der Küstenwache mit Wasser und Nahrung versorgt, mussten aber wochenlang weiter auf dem Boot bleiben, da kein Land die Menschen aufnehmen wollte. Acht Personen starben auf dem vollen Boot an Durchfall und Dehydrierung. |
| 28. Feb. 2021  | Flüchtlingsboot                    | mind. 15 Tote                               | Nach UN-Angaben kenterte ein Flüchtlingsboot, das am 26. Februar Libyen von Zawiya aus mit ca. 110 Insassen verlassen hatte, am 28. Februar 2021. Die libysche Küstenwache konnte 95 Menschen retten. |
| 3. März 2021   | Flüchtlingsboot                    | mind. 20 Tote                               | Nach Angaben der Internationalen Organisation für Migration (IOM) stießen Menschenschmuggler etwa 80 Personen von einem überfüllten Flüchtlingsboot vor Dschibuti. Das Boot war auf dem Weg nach Jemen. Nach IOM-Angaben handelte es sich um den dritten derartigen Vorfall innerhalb von sechs Monaten. |
| 9. März 2021   | Zwei Flüchtlingsboote              | mind. 39 Tote                               | Nach Angaben des tunesischen Verteidigungsministeriums sanken vor Sfax zwei Flüchtlingsboote, die Lampedusa erreichen wollten. Die tunesische Küstenwache konnte 165 Menschen retten. Mindestens 39 Menschen kamen ums Leben. |
| 16. März 2021  | Flüchtlingsboot                    | 1 Toter                                     | Ein Flüchtlingsboot, das Ad-Dakhla in Westsahara Richtung Kanaren verlassen hatte, wurde nach Tagen mit 29 Männern, 14 Frauen und 9 Kindern an Bord entdeckt. Ein zweijähriges Kind starb an den Folgen der Dehydration im Krankenhaus von Las Palmas. |
| 18. März 2021  | Flüchtlingsboot                    | etwa 60 Vermisste                           | Der Motor eines hölzernen Flüchtlingsboots fing vor der libyschen Küste Feuer. Die Insassen informierten die Alarm-Phone-Initiative. Über vierzig Menschen konnten von Fischern gerettet werden. |
| 26. März 2021  | Flüchtlingsboot                    | 5 Tote                                      | Fischer entdeckten vor Poris de Abona auf Teneriffa ein überladenes Flüchtlingsboot in rauer See. 41 Menschen wurden nach Angaben der Küstenwache gerettet, drei Personen kamen ums Leben. Ein Fischerboot konnte weitere fünf Überlebende retten und zwei Tote bergen. |
| 23. März 2021  | Ever Given                         | 6 Tage Sperrung des Sueskanals              | Das 20.000-TEU-Containerschiff lief bei starkem Wind auf Grund und versperrte den Kanal. Die Kanalbehörde fordert hohen Schadenersatz, der Kapitän weist die Schuld dem Kanalbetreiber zu, der die Durchfahrt erlaubt hatte. Erst Anfang Juli 2021 durfte das Schiff seine Fahrt nach Rotterdam fortsetzen. |
| 11. Apr. 2021  | Flüchtlingsboot                    | mind. 4 Tote                                | Etwa 120 Meilen vor der Kanareninsel El Hierro entdeckten Fischer ein Flüchtlingsboot mit 23 Menschen an Bord. Vier konnten nur tot geborgen werden, sechzehn waren in sehr schlechtem Gesundheitszustand und wurden ins Krankenhaus auf Teneriffa gebracht. |
| 4. Apr. 2021   | Barokah Jaya                       | 17 Vermisste                                | Das Fischerboot Barokah Jaya kollidierte mit dem Frachter Habco Pioneer in der Javasee. Fünfzehn Besatzungsmitglieder konnten gerettet werden und siebzehn werden vermisst. Vom Frachter wurden keine Personenschäden berichtet. |
| 12. Apr. 2021  | Flüchtlingsboot                    | mind. 42 Tote                               | Vor Dschibuti sank ein Flüchtlingsboot aus dem Jemen mit 60 Menschen an Bord. Mindestens 42 ertranken nach UN-Angaben. |
| 13. Apr. 2021  | Seacor Power                       | 6 Tote 7 Vermisste                          | Am 13. April kenterte das Hebeboot Seacor Power mit neunzehn Besatzungsmitgliedern an Bord vor Port Fourchon (Louisiana) im Golf von Mexiko bei einem Sturm. Sechs Personen konnten von der Küstenwache gerettet werden, sechs Leichen wurden geborgen und sieben Menschen gelten als vermisst. |
| 16. Apr. 2021  | Flüchtlingsboot                    | mind. 40 Tote                               | Vor der tunesischen Küste bei Sfax ertranken nach UN-Angaben bei einem Bootsunglück mindestens 40 Migranten. Die tunesische Küstenwache konnte 21 Leichen bergen, darunter ein Kind. |
| 21. Apr. 2021  | U-Boot KRI Nanggala 402            | 53 Tote                                     | Bei einem Manöver vor der Insel Bali riss der Kontakt zu dem indonesischen U-Boot KRI Nanggala 402 mit 53 Besatzungsmitgliedern an Bord ab. Das in Deutschland gebaute U-Boot wurde in Teile zerbrochen in einer Tiefe von 838 Metern gefunden. |
| 21. Apr. 2021  | Flüchtlingsboot                    | 2 Tote                                      | Vor Tripolis kenterte am 21. April 2021 ein Flüchtlingsboot. Die libysche Küstenwache konnte 106 Personen retten, zwei Leichen wurden geborgen. |
| 21. Apr. 2021  | Flüchtlingsboot                    | mind. 120 Tote                              | Bei schwerer See kenterte ein Flüchtlingsboot mit rund 130 Menschen an Bord nordöstlich von Tripolis. Handelsschiffe und die Ocean Viking suchten nach den Vermissten. Nach Presseangaben seien die Rettungskräfte trotz der erfolgten Benachrichtigung von den Seenotrettungszentralen Libyens, Italiens und Maltas nicht koordiniert worden. |
| 24. Apr. 2021  | Flüchtlingsboot                    | mind. 2 Tote                                | Ein Flüchtlingsboot aus La Horqueta in Venezuela kenterte auf der Fahrt nach Trinidad und Tobago. Sieben Menschen konnten gerettet werden, mindestens zwei kamen ums Leben. |
| 26. Apr. 2021  | Flüchtlingsboot                    | 17 Tote                                     | Die spanische Küstenwache entdeckte vor der Kanareninsel El Hierro ein Flüchtlingsboot mit siebzehn Toten an Bord. Drei Insassen lebten und wurden ins Krankenhaus von Teneriffa geflogen. |
| 2. Mai 2021    | Flüchtlingsboot                    | mind. 11 Tote                               | Vor der libyschen Küste bei Zawiya rettete die libysche Küstenwache 12 Menschen, 11 Tote wurden geborgen. |
| 2. Mai 2021    | Flüchtlingsboot                    | 4 Tote                                      | Bei Point Loma vor San Diego zerschellte am 2. Mai 2021 eine mit etwa dreißig Migranten überladene Yacht. Es wurden vier Leichen und mehr als zwei Dutzend Verletzte geborgen. |
| 3. Mai 2021    | Speedboot                          | mind. 26 Tote                               | Am 3. Mai raste ein überladenes Motorboot mit etwa dreißig Personen an Bord auf dem Padma bei Madaripur in Bangladesch in einen Frachter und sank. Mindestens 26 Personen kamen ums Leben. |
| 9. Mai 2021    | Flüchtlingsboot                    | 5 Tote                                      | Vor Libyen sank ein Flüchtlingsboot mit 45 Menschen an Bord. Nach Angaben der Internationalen Organisation für Migration konnten vierzig Personen von Fischern gerettet werden. |
| 10. Mai 2021   | Flüchtlingsboot                    | 1 Toter mind. 23 Vermisste                  | Vor Libyen sank ein Flüchtlingsboot. Nach Angaben der Internationalen Organisation für Migration konnten 42 Personen von der libyschen Küstenwache gerettet und nach Libyen zurückgebracht werden. Eine Leiche wurde geborgen und mindestens 23 Personen werden vermisst. |
| 15. Mai 2021   | Ausflugsboot                       | 7 Tote 2 Vermisste                          | Ein überladenes Ausflugsboot kenterte, als 20 indonesische Touristen in Boyolali Regency plötzlich auf die andere Seite des Bootes wechselten, um Selfies zu machen. Sieben Tote wurden geborgen und zwei Menschen werden vermisst. |
| 15. Mai 2021   | Fährboot                           | 4 Tote                                      | Ein Boot, das Passagiere von der osttimoresischen Insel Atauro zur 23 Kilometer entfernten Landeshauptstadt Dili bringen sollte, ging auf der Fahrt unter. Von den sieben Insassen konnten nur drei gerettet werden. |
| 16. Mai 2021   | Flüchtlingsboot                    | mind. 50 Vermisste                          | Ein mit mehr als 90 Migranten überladenes Boot, das von Zuwara in Libyen nach Europa unterwegs war, geriet in Seenot. 33 Personen aus Bangladesch konnten sich auf eine Ölbohrplattform retten. Sie wurden nach Zarzis in Tunesien gebracht. Mehr als 50 Menschen werden vermisst. |
| 17. Mai 2021   | Barge 305                          | über 90 Vermisste                           | Im Zyklon Tauktae sank das Schiff Barge 305 der indischen Öl- und Gasgesellschaft ONCG vor der Küste von Mumbai, nachdem es von seinem Anker losgerissen worden war. Mehr als neunzig der 273 Besatzungsmitglieder werden vermisst. |
| 20. Mai 2021   | Flüchtlingsboot                    | mind. 1 Toter                               | Ein Flüchtlingsboot kenterte vor La Jolla bei San Diego. Die Küstenwache konnte zehn Personen retten und einen Toten bergen. Insgesamt wurden fünfzehn Menschen in Gewahrsam genommen. |
| 20. Mai 2021   | X-Press Pearl                      | 0 (Stand 21-05-28) Brand Strand verschmutzt | Am 20. Mai 2021 wartete das Containerschiff X-Press Pearl am Weg von Indien nach Singapur mit 1486 Containern Ladung auf die Einfahrt in den Hafen Colombo, Sri Lanka. Es hatte u. a. Salpetersäure, Mineralölprodukte und Thermoplastpellets geladen. Nach einem Sturm trat Salpetersäure aus und es kam zu einem Brand. Kunststoffpellets und Öl gingen über Bord und verschmutzten einen Touristenstrand bei Colombo. Das großteils ausgebrannte Schiff wurde von der Marine in tieferes Wasser geschleppt, um zu vermeiden, dass es zu einem Hindernis in der Hafeneinfahrt werden könnte. |
| 26. Mai 2021   | Fähre                              | 45 Tote, 100+ Vermisste                     | Ein überladenes Flussboot, das als Fähre genutzt einen Markt ansteuerte, sank im Fluss Niger in Kebbi, Nigeria. 45 Tote wurden geborgen, mehr als 100 weitere Menschen werden vermisst. 20 Personen konnten gerettet werden. |
| 26. Mai 2021   | Flüchtlingsboot                    | 2 Tote 10 Vermisste                         | Ein Boot aus Puerto de Manuel auf Kuba mit 20 Migranten an Bord kenterte am 26. Mai 2021 etwa 16 Meilen vor Key West. Die US-amerikanische Küstenwache konnte acht Menschen retten. Zehn Personen werden vermisst und zwei Tote wurden gemeldet. |
| 26. Mai 2021   | Fischerboot                        | 3 Tote                                      | Ein Fischerboot aus Mombetsu kollidierte am 26. Mai 2021 beim Krabbenfang vor Hokkaidō mit einem russischen Frachter und kenterte. Zwei Besatzungsmitglieder konnten gerettet werden, die restlichen drei kamen ums Leben. |
| 26. Mai 2021   | Fähre                              | mind. 60 Tote 83 Vermisste                  | Eine Fähre mit über 160 Menschen an Bord sank am 26. Mai 2021 auf dem Kebbi in Nigeria, nachdem sie mit einem Objekt im Fluss kollidiert war. Sechzig Leichen wurden geborgen und 83 Personen gelten als vermisst. |
| 27. Mai 2021   | Kollision Byakko mit Ulsan Pioneer | 3 Vermisste                                 | Am 27. Mai 2021 kollidierte in der Seto-Inlandsee der japanische Frachter Byakko mit dem Tanker Ulsan Pioneer und sank. Die Ulsan Pioneer wurde am Bug beschädigt, konnte aber noch selbst einen Hafen ansteuern. Von der zwölfköpfigen Besatzung der Byakko konnten fünf von der Küstenwache und vier Personen von einem Containerschiff gerettet werden. Drei Besatzungsmitglieder werden vermisst. |
| 28. Mai 2021   | Fischerboot                        | 14 Tote                                     | Vier Meilen vor der Küste von Tobago wurde von örtlichen Fischern am 28. Mai 2021 ein treibendes Boot mit 14 Leichen im fortgeschrittenen Verwesungszustand an Bord entdeckt. |
| 1. Juni 2021   | Boot                               | 1 Toter                                     | Im Firth of Forth wurde am 1. Juni 2021 ein gekentertes Boot entdeckt. Die Royal National Lifeboat Institution wurde verständigt und konnte einen Mann retten und einen zweiten tot bergen. |
| 2. Juni 2021 ? | Flüchtlingsboot                    | 2 Tote 23 Vermisste                         | Ein Flüchtlingsboot verließ am 30. Mai das libysche Zuwara. Das tunesische Militär rettete siebzig Menschen bei einer Ölplattform 67 Kilometer vor der tunesischen Küste. Zwei Tote wurden geborgen und 23 Personen gelten als vermisst. |
| 17. Juni 2021  | Flüchtlingsboot                    | 4 Tote 1 Vermisster                         | Ein Flüchtlingsboot mit über vierzig Personen an Bord strandete am 17. Juni 2021 an der felsigen Küste von Lanzarote. Ein Dutzend Überlebende wurden ins Krankenhaus gebracht. Vier Leichen wurden geborgen und eine Person wird vermisst. |
| 23. Juni 2021  | Boot                               | 3 Tote                                      | Am 23. Juni 2021 wurde auf dem Eriesee vor der Küste von Cleveland ein führerloses Boot entdeckt, das mit laufendem Motor im Kreis fuhr. Auf dem Boot wurden die Leichen von zwei Männern gefunden. Ein zehnjähriger Junge wurde noch ins Krankenhaus gebracht, dort aber für tot erklärt. Als Todesursache wurde eine Kohlenmonoxidvergiftung vermutet. |
| 24. Juni 2021  | Boot                               | 20 Tote                                     | Am 24. Juni 2021 wurde von Fischern eine Seemeile vor Grand Turk Island in der Karibik ein driftendes Boot entdeckt, auf dem sich 20 Tote einschließlich zweier Kinder befanden. |
| 30. Juni 2021  | Flüchtlingsboot                    | 7 Tote 10 Vermisste                         | Fünf Seemeilen vor Lampedusa kenterte ein 8 m langes Flüchtlingsboot, das vermutlich aus Tunesian kam. 46 Menschen konnten gerettet werden. Sieben Personen starben und zehn werden vermisst. |
| 1. Juli 2021   | Fischerboot                        | 1 Toter                                     | Am 1. Juli 2021 sank in der Nushagak Bay vor der Küste von Alaska das Fischerboot F/V Pneuma mit drei Personen an Bord. Die Rettungskräfte konnten zwei Personen lebend retten, ein Mensch kam ums Leben. |
| 2. Juli 2021   | Flüchtlingsboot                    | 43 vermisst                                 | Nach einem Bootsunglück vor der südtunesischen Küstenstadt Zarzis werden mindestens 43 Flüchtlinge vermisst. |
| 4. Juli 2021   | Flüchtlingsboot                    | 21 Tote                                     | Nach einem Bootsunglück vor dem tunesischen Sfax konnten 50 Menschen von der tunesischen Küstenwache gerettet werden. 21 Leichen wurden geborgen. |
| 14. Juli 2021  | 16 Fischerboote                    | mind. 11 Tote mind. 42 Vermisste            | Sechzehn Fischerboote kenterten in einem Sturm vor der indonesischen Küste der Provinz Westkalimantan. Elf Menschen kamen ums Leben, mindestens 42 werden vermisst und 77 konnten gerettet werden. |
| 21. Juli 2021  | Flüchtlingsboot                    | mind. 17 Tote                               | Ein Flüchtlingsboot mit 185 Menschen an Bord geriet auf dem Weg von Libyen nach Italien vor dem tunesischen Zarzis in Seenot. Die tunesische Küstenwache konnte über 160 Personen retten. Mindestens siebzehn kamen ums Leben. |
| 27. Juli 2021? | Flüchtlingsboot                    | mind. 57 Tote                               | Ein Flüchtlingsboot kenterte kurz nach der Abfahrt im Wind vor dem libyschen Khoms etwa 100 km östlich von Tripoli. Mindestens 57 Menschen kamen ums Leben. Darunter waren mindestens 20 Frauen und 2 Kinder. |
| 30. Juli 2021  | Öltanker                           | 2 Tote                                      | Ein Öltanker wurde bei Oman durch zwei iranische Drohnen angegriffen (israelische Angaben). Siehe: Zwischenfall im Arabischen Meer 2021 |
| 1. Aug. 2021?  | Flüchtlingsboot                    | etwa 40 Tote                                | Ein Flüchtlingsboot mit mehr als 50 Menschen an Bord geriet auf dem Weg von Marokko zu den kanarischen Inseln in Seenot und trieb tagelang im Atlantik. Die mauretanische Küstenwache konnte sieben Personen retten. |
| 12. Aug. 2021  | Flüchtlingsboot                    | mind. 1 Toter                               | Ein Flüchtlingsboot mit etwa 40 Menschen an Bord geriet auf dem Weg von Dünkirchen nach England in Seenot. Ein Mann, der von einem Frachter geborgen und anschließend von einem belgischen Militärhubschrauber in ein Hospital gebracht wurde, kam ums Leben. |
| 16. Aug. 2021  | Flüchtlingsboot                    | etwa 40 Tote                                | Am 16. August 2021 wurde eine 30-jährige Frau, die sich an ein gekentertes Boot klammerte, 135 Meilen vor Gran Canaria aus dem Meer gerettet und ins Krankenhaus geflogen. Die etwa 40 weiteren Personen des Bootes konnten nicht gefunden werden. |
| 4. Okt. 2021   | Flüchtlingsboot                    | 2 Tote                                      | Am 4. Oktober 2021 wurden am Strand der griechischen Insel Kos zwei Kinderleichen angespült. Vermutlich waren sie vor Tagen bei der Überfahrt eines Flüchtlingsboots ertrunken. |
| 6. Okt. 2021?  | Flüchtlingsboot                    | 17 Tote                                     | Am 6. Oktober 2021 gab die libysche Küstenwache bekannt, siebzehn Leichen von Migranten gefunden zu haben, die nach dem Kentern ihres Bootes am Strand angespült worden waren. |
| 25. Okt. 2021? | Flüchtlingsboot                    | 1 totes Kind                                | Ein Flüchtlingsboot mit über 75 Menschen wurde acht Tage, nachdem es Ad-Dakhla in der Westsahara verlassen hatte, 185 km südwestlich von Gran Canaria entdeckt. Die spanische Küstenwache konnte ein Kind nur noch tot bergen. Zahlreiche Insassen mussten wegen Unterkühlung und Dehydrierung ins Krankenhaus gebracht werden. |
| 26. Okt. 2021  | Flüchtlingsboot                    | 4 Tote 1 Vermisster                         | Südöstlich der griechischen Insel Chios geriet am 26. Oktober 2021 ein Flüchtlingsboot mit 27 Menschen an Bord in Seenot. Zweiundzwanzig Personen konnten gerettet werden. Eine Person wird vermisst und vier Leichen wurden geborgen. |
| 30. Okt. 2021  | Boot                               | mind. 12 Tote                               | Ein mit Passagieren und Baumaterial an Bord kenterte zwischen Anse-a-Pitre und Marigot vor Haiti. Mindestens zwölf Menschen kamen ums Leben, 30 konnten gerettet werden. |
| 9. Nov. 2021   | Flüchtlingsboot                    | 10 Tote                                     | 30 Meilen vor der libyschen Küste rettete die Geo Barents der Hilfsorganisation Ärzte ohne Grenzen 99 Flüchtlinge von einem Holzboot. Unter Deck wurden zehn erstickte Personen gefunden. |
| 14. Nov. 2021  | Flüchtlingsboot                    | 8 Tote                                      | Insassen eines Flüchtlingsbootes wurden von der spanischen Küstenwache vierzig Meilen südlich vor Gran Canaria geborgen, nachdem sie etwa eine Woche mit ihrem Boot im Atlantik getrieben waren. Acht Personen waren tot und von den überlebenden 62 mussten drei im kritischen Zustand ins Krankenhaus gebracht werden. |
| 19. Nov. 2021  | Bootsunglück                       | 2 Tote                                      | Am 19. November sank ein Boot mit vier Personen an Bord vor Neuseeland zwischen Bluff Harbour und Tiwai Wharf. Küstenwache und Polizei konnten zwei Menschen retten und ins Krankenhaus bringen. |
| 24. Nov. 2021  | Flüchtlingsboot                    | 31 Tote 1 Vermisster                        | Nach Angaben des französischen Innenministers kamen 31 Flüchtlinge ums Leben, nachdem ihr Boot gekentert war. Zwei konnten gerettet werden und sind in einem kritischen Zustand, eine Person wird vermisst. Der Vorfall ereignete sich im Ärmelkanal. Die Personen wollten in das Vereinigte Königreich übersetzen. Es handelte sich um den größten Seeunfall von Migranten im Ärmelkanal. Die BBC hat die letzten Stunden mittels Zeugenaussagen Überlebender, Handynachrichten, Schiffsdaten und Notfall-Reaktionen rekonstruiert. Dabei konnten 30 Tote bestätigt und identifiziert werden. Eine ITV-Doku zeigte 2022 anhand von Dokumenten, dass die französischen und britischen Rettungskräfte statt unverzüglich zu helfen, Zuständigkeiten von sich schoben. |
| 1. Dez. 2021   | Boot                               | 1 Toter 1 Vermisster                        | Vor Whittier in Alaska sank ein Boot mit zwei Jägern im Prinz-William-Sund. |
| 12. Dez. 2021  | Frachter                           | 4 Tote 7 Vermisste                          | Am 12. Dezember sank ein Frachter vor der Küste bei Yantai. Von den vierzehn Besatzungsmitgliedern wurden vier tot aufgefunden und sieben werden vermisst. |
| 13. Dez. 2021  | Karin Høj, Scot Carrier            | 2 Tote                                      | Am 13. Dezember kollidierte das Küstenmotorschiff Scot Carrier nachts nahe Bornholm mit der Hopper-Barge Karin Hoj, die daraufhin kenterte. Beide Besatzungsmitglieder der Karin Hoj kamen durch die Kollision ums Leben. |
| 16. Dez. 2021  | Migrantenboot                      | 19 Tote mind. 17 Vermisste                  | Ein Boot mit etwa 50 unregistrierten Migranten aus Indonesien sank am 16. Dezember nahe Tanjung Balau vor Malaysia. Zwölf Personen konnten gerettet werden. |
| 17. Dez. 2021  | Fischerboot                        | 1 Toter                                     | Vor Newport kenterte bei Yaquina Bay ein Fischerboot mit drei Personen an Bord. Die amerikanische Küstenwache konnte einen Mann und eine Frau Retten. Ein Mann wurde leblos geborgen und konnte nicht reanimiert werden. |
| 20. Dez. 2021  | Frachter Francia                   | 17 Tote 68 Vermisste                        | Am 20. Dezember drang vor Madagaskar Wasser in den Maschinenraum des Frachtschiff Francia ein und das Schiff sank. Es waren 130 Menschen an Bord, von denen 45 gerettet werden konnten. Das Schiff war nicht zur Beförderung von Passagieren zugelassen und die Behörden sprachen von 17 Toten und 68 Vermissten. |
| 21. Dez. 2021  | Flüchtlingsboot                    | 3 Tote Dutzende Vermisste                   | Am 21. Dezember geriet ein Flüchtlingsboot, das vermutlich von der Türkei aus Italien erreichen wollte, vor den Kykladen wegen Motorschaden in Seenot und ging unter. Die Küstenwache berichtete von zwölf Menschen, die gerettet werden konnten. |
| 21. Dez. 2021? | Flüchtlingsboot                    | 4 Tote                                      | Ein Segelboot mit Dutzenden von Flüchtlingen sank vor der griechischen Insel Andikythira, nachdem es an Felsen leck geschlagen war. Etwa 90 Menschen konnten gerettet werden und vier Leichen wurden geborgen. |
| 24. Dez. 2021  | Flüchtlingsboot                    | mind. 16 Tote                               | Ein Segelboot mit etwa 80 Flüchtlingen an Bord kenterte am 24. Dezember 2021 etwa fünf Meilen vor der griechischen Insel Paros. 62 Menschen konnten gerettet werden und mindestens 16 kamen ums Leben. |
| 26. Dez. 2021  | Flüchtlingsboot                    | mind. 28 Tote                               | Am 26. Dezember 2021 wurden an der libyschen Westküste 28 Leichen im fortgeschrittenen Verwesungszustand entdeckt. Sie stammten vermutlich von einem Flüchtlingsboot, das mehrere Tage zuvor gesunken war. |
| 26. Dez. 2021  | Fischerboot                        | 1 Toter 2 Vermisste                         | Am 26. Dezember 2021 geriet ein Fischerboot vor Hongkong in Brand und sank. Sieben Besatzungsmitglieder konnten gerettet werden. Eine Leiche wurde geborgen und zwei Matrosen werden vermisst. |

### 2022
| Datum          | Name                         | Auswirkung                     | Beschreibung |
| -------------- | ---------------------------- | ------------------------------ | --- |
| 1. Jan. 2022   | Boot                         | 2 Tote 1 Vermisster            | Am Nachmittag des 1. Januar 2022 kenterte ein Boot mit neun Personen an Bord vor Borneo bei Kota Kinabalu. Zwei Kinder wurden tot geborgen, ein weiteres wird vermisst. |
| 3. Jan. 2022?  | 2 Flüchtlingsboote           | mind. 3 Tote 10 Vermisste      | Zwei kleine Flüchtlingsboote mit mind. 29 Menschen an Bord kenterten im Mittelmeer vor der spanischen Küste. Drei Leichen wurden geborgen und sechzehn Menschen konnten von der Küstenwache gerettet werden. |
| 4. Jan. 2022   | Boot                         | 10 Tote                        | Am 4. Januar kenterte ein überladenes Boot an Bord auf dem Weg zu einer Beerdigung Kisiwapanza (Sansibar). Neun Menschen wurden gerettet, zehn Leichen geborgen und weitere Personen werden vermisst. |
| 14. Jan. 2022  | Flüchtlingsboot              | 1 Toter                        | Am 14. Januar ging ein Migrant eines Flüchtlingsbootes, das den Ärmelkanal überqueren wollte über Bord. Er starb bei Frost an Unterkühlung. Die französische Küstenwache nahm 25 Migranten vom Boot und weitere fünf von einer Sandbank auf. |
| 22. Jan. 2022  | Flüchtlingsboot              | 1 Toter 38 Vermisste           | Ein Flüchtlingsboot kenterte am 22. Januar auf dem Weg von den Bahamas nach Florida in einem Sturm. Die US-Küstenwache konnte einen Überlebenden retten und eine Leiche bergen. 38 Menschen werden vermisst. |
| 25. Jan. 2022  | Flüchtlingsboot              | 7 Tote                         | Die italienische Küstenwache rettete mehr als 250 Menschen vor Lampedusa von einem Holzboot. Drei Personen wurden nur noch tot aufgefunden und vier weitere starben an Unterkühlung auf dem Weg ins Krankenhaus. |
| 27. Jan. 2022  | Flüchtlingsboot              | mind. 6 Tote etwa 30 Vermisste | Ein Flüchtlingsboot mit etwa 70 Personen an Bord kenterte am 27. Januar auf dem Weg von Tunesien nach Italien vor der tunesischen Küste. Die tunesische Küstenwache und Marine konnte 34 Menschen retten und entdeckte sechs Leichen. Etwa 30 Menschen werden vermisst. |
| 28. Jan. 2022  | Katamaran                    | 1 Toter                        | Ein Katamaran mit zwei Personen an Bord kenterte am 28. Januar in Jervis Bay. Die australische Küstenwache konnte einen Segler retten. |
| 2. Feb. 2022   | Flüchtlingsboot              | 1 Toter mind. 16 Vermisste     | Ein Flüchtlingsboot sank am 2. Februar etwa 35 km südlich von Fuerteventura. Die spanische Küstenwache konnte 40 Migranten retten. Eine Person starb und mindestens 16 gelten als vermisst. |
| 15. Feb. 2022  | Villa de Pitanxo             | mind. 9 Tote 12 Vermisste      | Das Fischfangschiff Villa de Pitanxo aus Galicien, Spanien mit 24 Besatzungsmitgliedern an Bord ging am Morgen des 15. Februar etwa 450 km (250 Meilen) vor der Küste von Neufundland, Kanada im Atlantik unter. Ein spanisches Fischerboot war als erstes an der Unfallstelle. Man barg aus einem Rettungsfloß zunächst drei Lebende, unterkühlt und vier Tote. Aus Halifax kamen S&R-Kräfte mit einem Helikopter und einem Schiff. 2 Floße wurden leer gefunden, das vierte Floß gar nicht. Schlechtes Wetter mit wenig Sicht und 4 m hohem Seegang erschwert die Suche und das Überleben. |
| 18. Feb. 2022  | Fähre Olympia                | 8 Tote 3 Vermisste             | Am 18. Februar brach auf der Fähre Olympia nach dem Auslaufen aus Igoumenitsa ein Feuer aus. Es befanden sich 292 Menschen auf dem Weg nach Brindisi an Bord. Die meisten Passagiere wurden durch ein griechisches Zollboot und die griechische Küstenwache geborgen. Acht Menschen kamen ums Leben, drei werden vermisst. |
| 19. Feb. 2022  | Fischerboot                  | 3 Vermisste                    | Am 19. Februar kenterte ein Fischerboot mit vier Besatzungsmitgliedern an Bord auf dem Mahaicony (Guyana). Ein Mann konnte sich retten, drei Besatzungsmitglieder werden vermisst. |
| 26. Feb. 2022  | Ausflugsboot                 | mind. 13 Tote 4 Vermisste      | Am 26. Februar kenterte ein Ausflugsboot mit 39 Personen an Bord bei schlechtem Wetter vor dem vietnamesischen Hoi An. Das Boot war auf der Rückfahrt von der Insel Cu Lao Cham. |
| 1. März 2022   | Flüchtlingsboot              | mind. 7 Tote                   | Am 1. März wurden auf der griechischen Insel Lesbos bei Mytilini sieben Leichen geborgen. Es wird vermutet, dass ein Flüchtlingsboot untergegangen ist. |
| 1. März 2022   | Autotransporter Felicity Ace | 0 Tote                         | Am 16. Februar brach auf dem mit etwa 4000, zumeist fabrikneuen Fahrzeugen beladenen Autotransporter aus unbekannter Ursache ein Feuer auf einem der Fahrzeugdecks aus. Die 22-köpfige Besatzung konnte gerettet werden. Löschversuche schlugen fehl, nach drei Tagen war das Feuer ausgebrannt. Durch eingedrungenes Löschwasser hatte die Felicity Ace zuletzt 45° Schlagseite und sank am 1. März 2022. |
| 12. März 2022  | Flüchtlingsboot              | 1 Toter mind. 19 Vermisste     | Am 12. März kenterte ein aus Tobruk kommendes Flüchtlingsboot mit mindestens 23 Menschen an Bord. Es wurden sieben Leichen geborgen. Die libysche Küstenwache konnte drei Personen retten und eine Leiche bergen. |
| 20. März 2022  | Fischerboot                  | 4 Toter 1 Vermisster           | Am 20. März sank ein Fischerboot mit 10 Menschen an Bord vor North Cape (Neuseeland) in einem Sturm. Fünf Menschen konnten von einem Helikopter geborgen werden und wurden in ein Krankenhaus gebracht. Vier Leichen wurden gefunden und eine Person wird vermisst. |
| 20. März 2022  | Flüchtlingsboot              | 2 Toter 26 Vermisste           | Ein Fischerboot mit 89 Personen an Bord versuchte von Indonesien aus nach Malaysia zu gelangen und sank vor der Indonesischen Küste. 61 Menschen konnten gerettet werden. Zwei Leichen wurden gefunden und 26 Personen werden vermisst. |
| 2. Apr. 2022   | Flüchtlingsboot              | über 90 Tote                   | Der Tanker Alegria 1 nahm am frühen Samstagmorgen vier Überlebende von einem Rettungsboot auf. Die Geretteten gaben an, auf einem Flüchtlingsboot aus Libyen mit etwa 100 Menschen an Bord vier Tage auf See gewesen zu sein. |
| 13. Apr. 2022  | Boot                         | mind. 29 Tote                  | Ein Boot kenterte auf dem Shagari in Nigeria. Die Zahl der Insassen ist unklar. |
| 15. Apr. 2022  | Flüchtlingsboot              | 6 Tote 29 Vermisste            | Ein hölzernes Flüchtlingsboot aus dem libyschen Sebrata mit 35 Menschen an Bord ging unter. Sechs Leichen konnten geborgen werden, 29 Personen werden vermisst. |
| 23. Apr. 2022  | Ausflugsboot Kazu I          | 11 Tote 15 Vermisste           | Das Ausflugsboot Kazu I mit 26 Menschen an Bord ging am Samstag, dem 30. März vor Hokkaidō unter. Warum das Boot trotz Schlechtwetterwarnung auf See hinausfuhr ist unklar. |
| 23. Apr. 2022  | Flüchtlingsboot              | mind. 6 Tote                   | Ein überladenes Flüchtlingsboot mit fast 60 Menschen an Bord sank am 23. April vor Tripolis. 48 Personen konnten nach Angaben der libanesischen Marine gerettet werden. |
| 7. Mai 2022    | Fischerboot Menghxin 11      | 1 Toter 1 Vermisster           | Das Fischerboot Menghxin 11 kenterte am 7. Mai 2022 zwischen Elmina und Takoradi beim Einholen der Netze vor der ghanaischen Küste. Drei Besatzungsmitglieder konnten gerettet werden. |
| 12. Mai 2022   | Flüchtlingsboot              | mind. 11 Tote                  | Ein Flüchtlingsboot mit bis zu 60 Menschen kenterte bei Puerto Rico nördlich der Insel Desecheo. 38 Personen konnten gerettet werden. |
| 21. Mai 2022   | Flüchtlingsboot              | 17 Tote über 50 Vermisste      | Ein Flüchtlingsboot mit mindestens 90 Rohingyas verließ am 19. Mai Sittwe in Myanmar und kenterte am 21. Mai bei schlechtem Wetter vor der Küste von Pathein. Über 20 Personen konnten gerettet werden. |
| 31. Mai 2022   | Boot                         | 2 Tote                         | Ein Boot mit 10 Personen an Bord streifte einen Felsen im Hafengebiet von Toronto und sank. Acht Personen wurden gerettet und zwei Leichen wurden aus dem Bootsinneren geborgen. |
| 17. Juni 2022  | Bootskollission              | 2 Tote                         | Am 17. Juni kollidierten zwei Boote bei Nacht vor Key Biscayne. Zwei Menschen kamen ums Leben und zehn konnten gerettet werden. |
| 19. Juni 2022  | Boot                         | bis zu 6 Tote                  | Ein Boot mit 15 Personen an Bord rammte ein Hindernis, als es bei schlechter Sicht vor Bayelsa im Nigerdelta Schutz vor schlechtem Wetter suchte. Nach Behördenangaben werden sechs Tote befürchtet. |
| 27. Juni 2022  | Flüchtlingsboot              | 1 Tote mind. 22 Vermisste      | Ein Flüchtlingsboot sank im Mittelmeer. Das Rettungsschiff Geo Barents konnte 71 Menschen retten, die teilweise unterkühlt waren oder auch Verbrennungen. Mindestens 22 Menschen werden vermisst. |
| 23. Juli 2022  | Flüchtlingsboot              | 5 Tote                         | Von einem etwa 200 Kilometer vor Kalabrien treibenden Flüchtlingsboot wurden am 23. Juli 2022 fünf Tote geborgen. |
| 24. Juli 2022  | Flüchtlingsboot              | mind. 17 Tote                  | Ein Flüchtlingsboot kenterte am 24. Juli 2022 mit bis zu sechzig Migranten aus Haiti an Bord etwa 7 Meilen vor New Providence. 17 Tote wurden geborgen, 25 gerettet, eine unbekannte Anzahl an Menschen wird vermisst. |
| 28. Juli 2022  | Flüchtlingsboot              | 5 Tote                         | Ein Flüchtlingsboot setzte Migranten aus Haiti vor Puerto Rico aus und verschwand. Fünf Menschen kamen ums Leben, 68 konnten gerettet werden. |
| 5. Aug. 2022   | Flüchtlingsboot              | 2 Tote mind. 5 Vermisste       | Ein Flüchtlingsboot mit fünfzehn Migranten kenterte am 5. August vor den Florida Keys. Die US-Küstenwache konnte acht Personen lebend retten, zwei Tote wurden geborgen und fünf Menschen werden vermisst. |
| 9. Aug. 2022   | Flüchtlingsboot              | 8 Tote 2 Vermisste             | Ein Flüchtlingsboot mit 30 Migranten an Bord sank am 9. August vor den tunesischen Kerkenna-Inseln. 20 Personen konnten gerettet werden und zwei gelten als vermisst. |
| 10. Aug. 2022  | Flüchtlingsboot              | etwa 50 Vermisste              | Ein Flüchtlingsboot mit etwa achtzig Migranten kenterte am 10. August 38 Seemeilen vor Rhodos in stürmischer See. Die griechischen Rettungskräfte konnten 29 Männer retten. Etwa fünfzig Personen gelten als vermisst. |
| 30. Aug. 2022? | Flüchtlingsboot              | 2 Tote 19 Vermisste            | Am 30. August teilte das ägyptische Emigrationsministerium mit, dass ein Boot mit 27 ägyptischen Migranten vor der libyschen Küste bei Tolmeta gekentert sei. Sechs Personen konnten gerettet werden, neunzehn gelten als vermisst und zwei ertranken. |
| 31. Aug. 2022  | Schlepper Asso               | 3 Tote 2 Verletzte             | Am 31. August kam es in Italien im Hafen von Crotone zu einer Explosion auf dem Schlepper Asso. Drei Besatzungsmitglieder kamen dabei ums Leben und zwei weitere wurden verletzt. |
| 10. Sep. 2022  | Boot                         | 5 Tote                         | Am 10. September kollidierte ein Boot vor der neuseeländischen Insel Kaikōura mit einem Wal und kenterte. Fünf Menschen kamen ums Leben und sechs Personen konnten gerettet werden. |
| 12. Sep. 2022? | Flüchtlingsboot              | 6 Tote                         | Am 12. September erreichte ein Flüchtlingsboot Pozzallo in Sizilien. Von den ursprünglich 26 Flüchtlingen waren sechs Syrer, darunter drei Kinder, auf der tagelangen Überfahrt gestorben. |
| 13. Sep. 2022  | Flüchtlingsboote             | 6 Tote 5 Vermisste             | Am 13. September rettete die türkische Küstenwache von vier Flüchtlingsbooten 73 Menschen vor der südwestlichen Küste der Türkei. Eine Frau, drei Kinder und zwei Babys ertranken, fünf Personen werden vermisst. |
| 22. Sep. 2022  | Flüchtlingsboot              | mind. 94 Tote                  | Am 22. September sank ein aus dem Libanon kommendes Flüchtlingsboot mit etwa 150 Menschen an Bord auf dem Weg nach Italien vor der syrischen Küste bei Tartus. 20 Menschen konnten gerettet und größtenteils in syrischen Krankenhäusern behandelt werden. 94 Personen kamen ums Leben. |
| 25. Sep. 2022? | Touristenboot Angy           | 4 Tote 2 Vermisste             | Am 25. September sank das Touristenboot Angy bei den Galapagosinseln zwischen der Insel Isabela und Puerto Ayora. Von den ursprünglich 37 Menschen an Bord kamen vier ums Leben und zwei gelten als vermisst. |
| 5. Okt. 2022   | Flüchtlingsboot              | 17 Tote 12 Vermisste           | Am 5. Oktober sank ein Flüchtlingsboot vor der griechischen Insel Lesbos in schlechtem Wetter. Zehn Menschen konnten von Rettungskräften gerettet werden. 17 Leichen wurden geborgen und zwölf Personen werden vermisst. |
| 5. Okt. 2022   | Flüchtlingsboot              | 4 Tote mind. 11 Vermisste      | Am 5. Oktober zerschellte ein Flüchtlingsboot vor der griechischen Insel Kythira in schlechtem Wetter an einem Riff. 80 Menschen konnten von Rettungskräften gerettet werden. Mindestens 11 Personen werden vermisst. |
| 29. Okt. 2022  | Flüchtlingsboot              | mind. 5 Tote                   | Am 29. Oktober kollidierte ein Boot der kubanischen Küstenwache bei Bahía Honda mit einem Flüchtlingsboot, das daraufhin sank. Während 23 Menschen gerettet werden konnten, kamen mindestens fünf Personen ums Leben. |
| 18. Dez. 2022  | Korvette Sukhothai           | 31 Vermisste                   | Am 18. Dezember kenterte die thailändische Korvette Sukhothai (960 ts) in einem Sturm etwa 20 sm östlich von Amphoe Bang Saphan. Von 106 Personen an Bord konnten 75 gerettet werden, 31 Besatzungsangehörige wurden als vermisst gemeldet. |
| 29. Dez. 2022  | Katamaran                    | 4 Tote                         | Am 29. Dezember und 30. Dezember wurden vor Ko Raya Noi drei tote Männer und eine Frau von einem Katamaran gefunden. |

### 2023
| Datum          | Name                                            | Auswirkung                         | Beschreibung |
| -------------- | ----------------------------------------------- | ---------------------------------- | --- |
| 7. Jan. 2023   | Flüchtlingsboot                                 | mind. 5 Tote 10 Vermisste          | Am 7. Januar sank ein Flüchtlingsschiff auf dem Weg nach Italien vor Louata bei Sfax. Mindestens fünf Menschen kamen ums Leben und zehn gelten als vermisst. |
| 17. Jan. 2023  | Tanker Smooth Sea 22                            | 1 Toter 7 Vermisste                | Der unter thailändischer Flagge laufende Tanker Smooth Sea 22 (2.998 BRZ) explodierte aus ungeklärten Gründen im Hafen von Samut Songkhram. Vermutlich hatte sich in den Tanks ein explosives Gas-Luft-Gemisch angesammelt, das sich bei einem Tankreinigungsversuch entzündete. Ein Hafenarbeiter wurde getötet, sieben weitere Personen gelten als vermisst. Ferner gab es mindestens vier Verletzte. |
| 18. Jan. 2023  | Flussboot                                       | mind. 22 Tote mind. 100 Vermisste  | Am 18. Januar kenterte ein überladenes Flussboot nahe der kongolesischen Stadt Basankusu auf dem Lulonga. Mindestens 22 Menschen starben und mindestens 100 werden vermisst. |
| 21. Jan. 2023  | Schnellboot                                     | 2 Tote                             | Am 21. Januar gingen bei einer Kollision vor Perth zwei Insassinnen eines Schnellbootes über Bord. Die beiden Frauen kamen ums Leben. |
| 24. Jan. 2023  | Stückgutfrachter Jin Tian                       | 8 Tote 9 Vermisste                 | Der unter der Flagge Hongkongs laufende Stückgutfrachter Jin Tian (6.551 BRZ) sank im Ostchinesischen Meer, etwa 60 Seemeilen westlich von Danjo-guntō. Der Untergang ereignete sich während einer Sturmperiode. Von den 22 Personen an Bord konnten 13 von Rettungskräften geborgen werden, allerdings starben davon acht kurz nach der Rettung. Neun weitere Seeleute gelten als vermisst. |
| 27. Jan. 2023  | Migrantenboot                                   | 5 Tote 12 Vermisste                | Am 24. Januar kenterte ein Boot beim Versuch von Kuba aus mit 17 Personen in die Vereinigten Staaten zu gelangen im starken Wellengang. Zwei Boote der Küstenwache wurden zur Hilfe gerufen. Es wurden fünf Tote gefunden und zwölf Menschen gelten als vermisst. |
| 28. Jan. 2023  | Fähre                                           | 10 Tote                            | Am 28. Januar kenterte ein Boot mit Schülern einer Madrasa auf dem pakistanischen Tandasee. Zehn Kinder kamen ums Leben. |
| 28. Jan. 2023  | Flüchtlingsboot                                 | 8 Tote                             | Am 28. Januar verließ ein mit 52 Flüchtlingen überladenes Boot das tunesische Sfax mit dem Ziel Lampedusa. Fünf Männer und drei Frauen erfroren oder verdursteten während einer tagelangen Irrfahrt. |
| 5. Feb. 2023   | Flüchtlingsboot                                 | 5 Tote                             | Am 5. Februar zerschellte ein Flüchtlingsboot mit mindestens 41 Personen an Bord an der felsigen Küste der griechischen Insel Leros. Eine Frau und vier Kinder kamen ums Leben. |
| 7. Feb. 2023   | Flüchtlingsboot                                 | 3 Tote                             | Am 7. Februar zerschellte ein Flüchtlingsboot aus der Türkei kommend bei starkem Wind an der felsigen Küste der griechischen Insel Lesbos. Drei Menschen kamen ums Leben und sechzehn konnten gerettet werden. |
| 14. Feb. 2023  | Flüchtlingsboot                                 | 12 Tote Dutzende Vermisste         | Am 14. Februar fiel vor der Küste Libyens der Motor eines Schlauchbootes aus und das Flüchtlingsboot sank 250 Meter vor der Küste. Elf Tote wurden geborgen und eine Person verstarb an Unterkühlung. Dutzende Menschen werden vermisst. |
| 20. Feb. 2023  | Trawler Lien Sheng Fa                           | 16 Tote                            | Der taiwanesische Fischtrawler Lien Sheng Fa (100 BRZ) geriet am 20. Februar rund 215 Seemeilen nordöstlich von Mauritius in den tropischen Zyklon Freddy. Danach brach jeglicher Kontakt zum Schiff ab. Am 23. Februar wurde das kieloben treibende Schiff von der französischen Küstenwache entdeckt. Von den 16 Personen an Bord des Trawlers überlebte niemand. |
| 26. Feb. 2023  | Flüchtlingsboot                                 | mind. 64 Tote                      | Ein hölzernes Flüchtlingsboot, das einige Tage vorher Izmir mit 140 bis 150 Migranten verlassen hatte, zerschellte am 16. Februar beim Landungsversuch an einem Fels vor der kalabrischen Küste. Mindestens 64 Menschen kamen ums Leben. Mindestens 82 Personen überlebten nach Angaben der Präfektur von Crotone. |
| 9. März 2023   | Fähre Esther Miracle                            | 21 Tote 16 Vermisste               | Vor dem Hafen von Libreville sank in den frühen Morgenstunden des 9. März die von Libreville nach Port-Gentil laufende gabunische Fähre Esther Miracle. Die Ursache des Unterganges ist bislang ungeklärt, möglicherweise war Überladung ursächlich. Von den 161 Personen an Bord konnten 124 gerettet werden. Mindestens 21 Menschen starben, 16 Passagiere gelten als vermisst. |
| 11. März 2023  | Migrantenboot                                   | mind. 8 Tote                       | Beim Landungsversuch am Black Beach bei San Diego kenterten eines von zwei Migrantenbooten in der Brandung. Nach Angaben der Küstenwache kamen dabei mindestens acht Menschen ums Leben. |
| 29. März 2023  | Fähre Lady Mary Joy 3                           | 31 Tote                            | In den Nachtstunden des 29. März brach auf der von Zamboanga City nach Jolo laufenden philippinischen Fähre Lady Mary Joy 3 (835 BRZ) ein Feuer aus. Von den rund 260 Menschen an Bord wurden viele im Schlaf überrascht. Mindestens 31 Personen starben, 195 Passagiere und 35 Crewangehörige wurden gerettet. Das ausgebrannte Schiff wurde am Ufer der Insel Baluk-Baluk auf Grund gesetzt. |
| 5. Apr. 2023   | Stückgutfrachter Joe 2                          | min. 3 Tote                        | Nördlich von Zypern sank in den frühen Morgenstunden des 5. April der unter der Flagge von Guinea-Bissau fahrende Stückgutfrachter Joe 2 (2.608 BRZ). Das Schiff befand sich auf dem Weg von İskenderun nach Ismajil. Die Untergangsursache ist bislang unklar. Von den 14 Personen an Bord konnten fünf von der türkischen Küstenwache gerettet werden, mindestens drei Besatzungsmitglieder kamen ums Leben und sechs weitere galten als vermisst. |
| 7. Apr. 2023   | Flüchtlingsboot                                 | mind. 20 Vermisste                 | Am 7. April sank ein Flüchtlingsboot mit 37 Personen vor dem tunesischen Sfax auf dem Weg nach Italien. Mindestens 20 Menschen werden vermisst. |
| 8. Apr. 2023   | Flüchtlingsboot                                 | 4 Tote 3 Vermisste                 | Am 8. April sank ein Flüchtlingsboot vor dem tunesischen Sfax. Vier Leichen wurden geborgen, drei Personen werden vermisst und 36 Menschen konnten gerettet werden. |
| 11. Apr. 2023  | Flüchtlingsboot                                 | 10 Tote 20–30 Vermisste            | Am 11. April sank ein Flüchtlingsboot vor dem tunesischen Sfax. Die Küstenwache konnte zehn Leichen bergen und 76 Menschen retten. 20 bis 30 Personen gelten als vermisst. |
| 21. Apr. 2023  | Trawler Kaltan                                  | 4 Tote                             | Rund 28 Seemeilen südöstlich von Ulsan geriet am 21. April das russische Fischereischiff Kaltan (769 BRZ) in Brand. Von den 25 Besatzungsangehörigen konnten 21 durch die südkoreanische Küstenwache gerettet werden, aber vier Crewmitglieder kamen durch das Feuer ums Leben. Die Brandursache ist bislang unklar, möglicherweise wurden laut russischen Behörden Sicherheitsvorschriften missachtet. Das teilweise ausgebrannte Schiff wurde nach Ulsan abgeschleppt. |
| 27. Apr. 2023  | Evelyn Calista 01                               | 11 Tote 1 Vermisster               | Am 27. April kenterte das Schnellboot Evelyn Calista 01 vor den indonesischen Riau-Inseln, nachdem es vermutlich Treibholz gerammt hatte. Die Seenotrettung konnte 62 Personen bergen. Elf Menschen kamen ums Leben und eine Person wird vermisst. |
| 28. Apr. 2023  | Hopperbagger Hong Hai 189                       | 3 Tote 2 Vermisste                 | Vor der Insel Corregidor in der Manilabucht stießen am 28. April der unter der Flagge von Sierra Leone laufende Hopperbagger Hong Hai 189 (11.505 BRZ) und der unter der Flagge der Marshallinseln laufende Öltanker Petite Soeur zusammen, worauf der Hopperbagger kenterte. Von der 20 Personen zählenden Crew der Hong Hai 189 konnten 15 von der philippinischen Küstenwache gerettet werden. Drei Seeleute kamen ums Leben, zwei weitere werden noch vermisst. |
| 1. Mai 2023    | Tanker Pablo                                    | 3 Tote                             | Bei den Riau-Inseln explodierte am 1. Mai der unter der Flagge Gabuns laufende Aframax-Öltanker Pablo (52.197 BRZ), wobei rund 50 Prozent des Oberdecks zerstört wurden. Das Schiff befand sich auf Leerfahrt von Zhoushan nach Singapur. Vermutlich hatten hochentzündliche Gas-Luft-Gemische in den leeren Tanks die Explosion verursacht. Mindestens drei Seeleute starben, 25 Personen konnten gerettet werden. Es wird vermutet, dass das Schiff in den Schmuggel von iranischem Öl verwickelt war. |
| 16. Mai 2023   | Trawler Lu Peng Yuan Yu 028                     | 39 Vermisste                       | Im zentralen Indischen Ozean, etwa 450 Seemeilen südöstlich der Malediven, geriet am 16. Mai das chinesische Fischereischiff Lu Peng Yuan Yu 028 (1.408 BRZ) in den tropischen Zyklon Fabien. Am nachfolgenden Tag wurde das gekenterte und kieloben treibende Schiff von chinesischen und australischen Sucheinheiten entdeckt. Die 39 Personen zählende Besatzung gilt als vermisst. |
| 26. Mai 2023   | Flüchtlingsboot                                 | 3 Tote 12 Vermisste                | Am 26. Mai kenterte ein Flüchtlingsboot mit siebzehn Personen vor der griechischen Insel Mykonos. Die griechische Küstenwache konnte zwei Personen retten. Zwei Frauen und ein Mann wurden tot geborgen und zwölf Menschen gelten als vermisst. |
| 11. Juni 2023  | Ausflugsboot Hurricane                          | 3 Tote                             | Im Roten Meer, etwa 17 Seemeilen östlich von Marsa Alam, geriet am 11. Juni das ägyptische Taucherausflugsschiff Hurricane (320 BRZ) vermutlich infolge eines Kurzschlusses im Maschinenraum in Brand. Von den 29 Personen an Bord konnten sich 26 in Sicherheit bringen, drei britische Passagiere kamen jedoch durch den Brand ums Leben. |
| 14. Juni 2023  | Fischereischiff Andriana                        | 79 Tote, mehrere Hundert Vermisste | Am 14. Juni 2023 kenterte und sank bei einem Bootsunglück südwestlich von Pylos, Griechenland, ein mit Migranten verschiedener Nationalitäten überfülltes Boot, am Weg von Tobruk, Libyen nach Europa, auf dem sich Schätzungen zufolge 400 bis 750 Menschen befanden. Die griechische Küstenwache und andere Schiffe konnten 104 Menschen retten. Die griechische Regierung kündigte eine dreitägige Nationaltrauer an. Verschiedene Untersuchungen liefen. Am 21. Mai 2024 wurde das Verfahren in Kalamata gegen 9 Ägypter im Alter zwischen 20 und 40 Jahre, aus den Überlebenden eingestellt, weil sich das Gericht als nicht zuständig sah, da laut Verteidigung das Schiff in internationalen Gewässern gesunken sein soll. |
| 18. Juni 2023  | Tauchboot Titan                                 | 5 Tote                             | Am 18. Juni 2023 brach der Kontakt zu dem Tauchboot Titan bei einem Tauchgang zum Wrack der Titanic ab. Nach einer aufwändigen Suchaktion konnten nur noch Trümmer gefunden werden, die auf eine Implosion des Bootes zurückgeführt wurden. Alle fünf Personen an Bord kamen demnach ums Leben. |
| 21. Juni 2023  | Flüchtlingsboot                                 | 2 Tote, mehr als 30 Vermisste      | Am 21. Juni 2023 geriet ein Flüchtlingsboot bei der Überfahrt von Marokko zu den Kanarischen Inseln in Seenot. Die marokkanischen Behörden teilten mit, dass zwei Tote gefunden und 24 Menschen gerettet werden konnten. Mehr als 30 Personen werden vermisst. |
| 7. Juli 2023   | Boot                                            | 1 Toter                            | Am 7. Juli 2023 kenterte ein Boot mit drei Menschen beim Krabbenfischen in der Bucht von Nestucca. Zwei Personen konnten sich an Land retten, ein fünfzehnjähriger Junge konnte nicht gefunden werden und gilt nach Behördenangaben als tot. |
| 9. Juli 2023 ? | Flüchtlingsboot                                 | 1 Toter, mind. 10 Vermisste        | Am 9. Juli 2023 teilte ein tunesischer Justizbeamter mit, dass ein Flüchtlingsboot, das von Zarzis aus Italien erreichen wollte untergegangen sei. Dabei kam ein Mensch ums Leben und mindestens zehn werden vermisst. |
| 20. Juli 2023  | Fischerboot                                     | 2 Tote                             | Am 20. Juli 2023 kenterte ein Fischerboot vor Watsons Bay, Sydney als es von starkem Seegang gegen Felsen schlug. Die zwei Insassen trugen keine Rettungswesten und eine Leiche wurde geborgen. Die Rettungskräfte gehen davon aus, dass auch die zweite Person ertrunken ist. |
| 25. Juli 2023  | Autofrachter                                    | 1 Toter                            | Der in Panama registrierte RoRo-Autofrachter Fremantle Highway fuhr von Deutschland mit dem Ziel Suezkanal ab und hatte 3.783 Fahrzeuge an Bord, 498 davon Elektroautos. Gegen Mitternacht 25./26. Juli 2023, 27 km nördlich der niederländischen Insel Ameland meldete das Schiff einen Brand. 1 Besatzungsmitglied kam bei der Evakuierung ums Leben. Einige wurden verletzt, sieben sprangen ins Wasser. Die übrigen 15 Besatzungsmitglieder wurden per Helikopter gerettet. |
| 27. Juli 2023  | Fähre                                           | mind. 26 Tote                      | Auf der Laguna de Bay bei Manila kenterte eine überladene Fähre mit mindestens 66 Personen an Bord im Taifun Doksuri. Das Unglück ereignete sich in Ufernähe und die Passagiere trugen entgegen der Vorschriften keine Rettungswesten. 40 Personen wurden gerettet und die Rettungskräfte gehen von mindestens 26 Toten aus. |
| 7. Aug. 2023   | Flüchtlingsboot                                 | mind. 17 Tote 33 Vermisste         | Am 7. August kenterte ein Flüchtlingsboot mit Rohingyas vor Sittwe auf dem Weg von Myanmar nach Malaysia in einem Sturm. Acht Menschen wurden gerettet, mindestens 17 ertranken und 33 werden vermisst. |
| 9. Aug. 2023   | Flüchtlingsboot                                 | 41 Tote                            | Am 9. August wurde bekannt, dass ein Boot mit 45 Migranten von Sfax kommend vor Lampedusa gekentert war. Vier Menschen wurden von Frachter Rimona gerettet. 41 Menschen kamen ums Leben. |
| 12. Aug. 2023  | Flüchtlingsboot                                 | 6 Tote 2 Vermisste                 | Am 12. August kenterte vor Sangatte bei Calais ein Flüchtlingsboot und sank. Die britische und französische Küstenwache konnte 65 Personen aufnehmen. Sechs davon waren in so kritischem Zustand, dass sie starben. Zwei Menschen werden vermisst. |
| 12. Aug. 2023  | Flüchtlingsboot                                 | 2 Tote 5 Vermisste                 | Am 12. August sank vor dem tunesischen Gabès ein Flüchtlingsboot mit 20 Insassen. Ein Kind und ein 20-jähriger Tunesier ertranken. Dreizehn Personen konnten gerettet werden und fünf werden vermisst. |
| 14. Aug. 2023  | Flüchtlingsboot                                 | mind. 5 Tote 7 Vermisste           | Am 14. August sank ein Flüchtlingsboot mit hauptsächlich tunesischen Insassen auf dem Weg nach Europa vor der Insel Sfax bei Sidi Mansour. Die Küstenwache konnte 23 Menschen retten. Fünf Leichen wurden geborgen und sieben Personen werden vermisst. |
| 15. Aug. 2023? | Flüchtlingsboot                                 | 7 Tote 56 Vermisste                | Am 15. August wurde ein treibendes Flüchtlingsboot, das am 10. August aus dem Senegal aufgebrochen war, vor den Kapverdischen Inseln nordwestlich der Insel Sal von einem spanischen Fischerboot gesichtet. Es wurden 38 Menschen gerettet und sieben Leichen geborgen. 56 Menschen werden vermisst. |
| 28. Aug. 2023  | Flüchtlingsboot                                 | 4 Tote                             | Am 28. August kam die griechische Küstenwache einem Flüchtlingsboot in türkischen Gewässern nördlich der Insel Lesbos zu Hilfe. Vier Kinder konnten nur noch tot geborgen werden. Achtzehn Menschen wurden gerettet. |
| 28. Aug. 2023  | Flüchtlingsboot                                 | 1 Tote                             | Am 28. August kam die griechische Küstenwache einem Flüchtlingsboot mit 37 Menschen an Bord bei der Insel Samos zu Hilfe. Eine Mutter mit Kind wurde leblos aufgefunden. Das Kind konnte reanimiert werden. |
| 12. Sep. 2023  | Fischerboot                                     | 2 Tote 1 Vermisster                | Am 12. September sank ein Fischerboot mit drei Personen vor Neufundland bei Bleur de Lys. Die kanadische Küstenwache konnte zwei Tote bergen und eine Person wird vermisst. |
| 13. Sep. 2023  | Flüchtlingsboot                                 | 4 Tote                             | Am 13. September sank ein Flüchtlingsboot vor dem tunesischen Sfax. Drei Kinder und eine Frau kamen ums Leben. 21 Menschen wurden gerettet. |
| 23. Sep. 2023  | Boot                                            | 1 Toter 1 Verletzter               | Am 23. September sank ein Boot nachdem es vor Sydney bei Botany Bay mit einem Wal kollidierte. Es gab einen Toten und einen Verletzten. |
| 2. Okt. 2023   | Fischerboot                                     | 3 Tote                             | Am 2. Oktober wurde das philippinische Fischerboot Dearyn von einem unbekannten Schiff beim Scarborough-Riff gerammt und sank. Drei Fischer kamen ums Leben. |
| 24. Okt. 2023  | Kollision der Handelsschiffe Verity und Polesie | 1 Toter 4 Vermisste                | Am 24. Oktober kollidierte morgens bei Dunkelheit das Küstenmotorschiff Verity (Bj. 2001, L 91 m, B 14 m, 3.360 t Ladekapazität, britische Flagge, 23.10. 19 Uhr ab Bremen, Ziel Immingham, GB mit Stahlcoils (Blechrollen), 130 m³ Dieseltreibstoff, 7 Besatzung) mit der größeren Polesie (Bj. 2009, L 190 m, B 29 m, 38.000+ t Ladekapazität, Massengutfrachter, Flagge Bahamas, von Hamburg nach La Coruña in Spanien, 22 Besatzung). Die Verity sank um 05.20 MESZ auf 30 m Tiefe. Ein Besatzungsmitglied wurde tot geborgen, zwei lebend gerettet, vier weitere blieben nach etwa 20 h Suche (DGzRS) vermisst. Wassertemperatur 12 °C, Wind, bis 3 m hohe Wellen. Suche durch 23 Schiffe, weiters Helikopter, Taucher – im kurzen Zeitfenster zwischen Ebbe und Flut bei 1–2 m Sicht am Wrack. Suche endete um 22.45 Uhr. Die Polesie blieb fahrtüchtig und erreichte um 3.45 Uhr den Hafen von Cuxhaven. |
| 25. Okt. 2023  | 33 Boote und Schiffe                            | Dutzende Tote                      | Am 25. Oktober traf der Hurrikan Otis bei Acapulco mit Windgeschwindigkeiten von ca. 270 km/h auf Land. Dabei versenkte er 33 Boote und Schiffe vor der pazifischen Küste. |
| 9. Nov. 2023   | Flüchtlingsboot                                 | 1 Toter                            | Am 9. November erreichte ein Flüchtlingsboot mit 81 Migranten die Insel El Hierro. Ein Migrant war während der Überfahrt gestorben und fünf weitere mussten im Krankenhaus von La Restinga versorgt worden. |
| 14. Nov. 2023  | Fähre                                           | 1 Tote                             | Am 14. November sank eine mit etwa hundert Touristen besetzte Fähre bei Paradise Island in der Nähe von Nassau. Eine Frau kam ums Leben. |
| 21. Nov. 2023  | Flüchtlingsboot                                 | 1 Tote 8 Vermisste                 | Am 20. November sank ein Flüchtlingsboot vor Lampedusa. Die italienische Küstenwache und örtliche Fischer konnten 42 Personen retten. Ein zweijähriges Mädchen starb und 8 Menschen werden vermisst. |
| 14. Dez. 2023  | Flüchtlingsboot                                 | mind. 1 Toter                      | In der Nacht des 14. Dezember kenterte ein Flüchtlingsboot mit mehr als 60 Migranten bei Calais. Die Rettungskräfte bargen 66 Personen. Einer war tot und ein weiterer wurde im kritischen Zustand ins Krankenhaus gebracht. |
| 14. Dez. 2023  | Flüchtlingsboot                                 | mind. 61 Tote                      | In der Nacht vom 14. zum 15. Dezember kenterte ein Flüchtlingsboot mit etwa 86 Migranten bei starkem Wellengang vor dem libyschen Zuwara. 25 Menschen wurden gerettet und in libysche Internierungslager gebracht. |
| 26. Dez. 2023  | Yacht                                           | mind. 3 Tote                       | Am 26. Dezember kenterte eine Yacht mit elf Personen an Bord bei starkem Sturm vor Brisbane. Drei Menschen kamen ums Leben. |

### 2024
| Datum                                    | Name                               | Folgen                   | Beschreibung |
| ---------------------------------------- | ---------------------------------- | ------------------------ | --- |
| 5. Jan. 2024                             | Boot                               | mind. 3 Tote 1 Vermisste | Am 5. Januar kenterte ein Boot mit 16 Personen an Bord bei der Insel Tuvuca, Fidschi. Zwölf Personen konnten gerettet werden. Drei Menschen kamen ums Leben, ein Mädchen wird vermisst. |
| 9. Jan. 2024                             | Freizeitboot                       | 2 Tote                   | Am 9. Januar kenterte ein Freizeitboot mit 5 Personen an Bord in rauher See bei Sitka, Alaska. 3 Menschen konnten gerettet werden und 2 ertranken eingeschlossen in der Kabine des Boots. |
| 10. Jan. 2024                            | Flüchtlingsboot                    | mind. 3 Tote             | Am 10. Januar zerschellte ein Flüchtlingsboot mit 36 Menschen bei Windstärke neun an der Felsküste von Lesbos bei Agios Georgios. Mindestens drei Menschen kamen ums Leben. |
| 14. Jan. 2024                            | Flüchtlingsboot                    | 5 Tote                   | Am 14. Januar geriet ein Flüchtlingsboot, das den Ärmelkanal bei Wimereux, F nach England überqueren wollte, mit 72 Personen in Seenot. 5 Menschen starben vor Ort bei eisigen Temperaturen. |
| 22. Apr. 2024                            | Flüchtlingsboot                    | mind. 5 Tote             | In der Nacht auf 23. April geriet ein Flüchtlingsboot, das den Ärmelkanal bei Wimereux, F nach England überqueren wollte, mit 105 Personen in Seenot. Dutzende wurden gerettet, 5 Menschen starben, zahlreiche sind noch vermisst. |
| 19. Aug. 2024                            | Segelyacht Bayesian                | 6 oder 7 Tote            | Die Superyacht wurde vor Sizilien von starken Orkanböen/einer Wasserhose getroffen, kenterte und sank innerhalb weniger Minuten. |
| 27. Aug. 2024 in der Nacht auf den 28.8. | Nachbau eines Wikingerschiffs sank | 1 Tote                   | Das 10 m lange Schiff wurde nur mit Segeln und Rudern angetrieben. Es war von den Färöern gestartet und hatte die Stadt Alesund, Norwegen zum Ziel gehabt. An Bord waren Personen von den zu Dänemark gehörenden Faröern, aus der Schweiz und den USA. Es sank vor Norwegens Westküste. Nach einem Notruf abends und seiner Stornierung erfolgte eine Stunde später ein zweiter. Von 6 Insassen wurden 5 gerettet, eine Frau aus den USA in ihren 20ern starb. |
| 6. Okt. 2024                             | Mehrzweckschiff Manawanui          | –                        | Nahe der Insel Upolu (Samoa) lief am 5. Oktober das Mehrzweckschiff Manawanui (4.505 BRZ) der Royal New Zealand Navy während einer Gewässervermessung in stürmischem Wetter auf ein Riff. Das Schiff sank einen Tag später (am 6. Oktober 2024), die 75 Personen an Bord konnten in einer vom Rescue Coordination Centre New Zealand koordinierten Aktion zur Gänze gerettet werden. Die genaue Unfallursache ist derzeit noch nicht eruiert.                  |

### 2025
| Datum                         | Name                                                             | Folgen                        | Beschreibung |
| ----------------------------- | ---------------------------------------------------------------- | ----------------------------- | --- |
| 10. März 2025                 | Schiffskollision vor Yorkshire 2025: Stena Immaculate und Solong | 1 Vermisster, 2 Schiffsbrände | In der britischen Nordsee, 11 sm vor der Mündung des Humber nahe Hull, kollidierte gegen 10:00 UTC das unter portugiesischer Flagge fahrende Containerschiff Solong (IMO-Nr. 9322554, Eigner: Ernst Russ Reederei) mit dem dort seit dem Vorabend auf Reede ankernden US-Produktentankschiff Stena Immaculate (IMO-Nr. 9693018). Die Solong kam aus Grangemouth und war mit etwa 15 kn nach Rotterdam unterwegs, die Stena Immaculate kam vom griechischen Hafen Agii Theodori und sollte im Auftrag des US-amerikanischen Military Sealift Command etwa 220.000 Barrel (knapp 35 Millionen Liter) Kerosin Jet-A1 nach Immingham transportieren. Der Bug der Solong beschädigte die Doppelhülle der Stena Immaculate auf der Backbordseite des Mittschiffs. Beide Schiffe gerieten durch die Kollision in Brand, sanken jedoch nicht. 36 (13+23) Personen wurden per Hubschrauber gerettet, ein Seemann der Solong wird vermisst. Der 59-jährige Kapitän der Solong, ein russischer Staatsbürger, wurde wegen des Verdachts der grob fahrlässigen Tötung verhaftet. |
| 3. Juni 2025                  | Morning Midas, Autofrachter                                      | Brand                         | Im Schiff brach vor Alaska ein Brand aus. An Bord befanden sich über 3000 Autos (davon 70 reine Elektroautos), 350 Tonnen Flüssiggas und 1530 Tonnen Schweröl. Die Besatzung konnte den Brand nicht löschen und verließ am 6. Juni das Schiff. Eine Bergungsmission traf am 9. Juni ein und meldete, dass trotz starker Brandschäden keine Umweltbelastungen zu erwarten seien. |
| 3. Aug. 2025, So (mutmaßlich) | Ein Boot mit Migranten aus Äthiopien, vor der Küste des Jemen    | mind. 76 Tote durch Ertrinken | Boot mit 157 Menschen an Bord bei Schlechtwetter gesunken. Es gibt Vermisste. |
| Datum                         | Name                                                             | Folgen                        | Beschreibung |